# Десенка (приток Десны)
Десенка (укр. Десьонка) — левый приток Десны, протекающий по Новгород-Северскому (Черниговская область, Украина) и Шосткинскому районам (Сумская область, Украина); один из многочисленных рукавов Десны, образованный вследствие русловых процессов: русловая многорукавность.

## География
Длина — 15 км. Площадь водосборного бассейна — 818 км². Русло реки (отметки уреза воды) в среднем течении (село Камень) находится на высоте 124,8 м над уровнем моря.
Русло сильно-извилистое, шириной 80 м и глубиной 4 м (верхнее течение соответственно 16 и 2,5), с множеством поворотов и заливов. Русло сообщается множеством водотоков с озёрами, преимущественно в междуречье Десенки и Десны.
Река берёт начало, ответвляясь от основного русла Десны, северо-восточнее села Камень (Новгород-Северский район). Река течёт на юг, преимущественно служит административной границей и протекает по Сумской области. Впадает в Десну (на 556-м км от её устья) севернее села Очкино (Шосткинский район).
Пойма занята лесами (урочище Очкинская Дача, доминирование сосны, левый берег) и заболоченными участками с лугами. Левобережная долина и два берега в нижнем течении входят в состав национального природного парка Деснянско-Старогутский.
Притоки:
1. Знобовка

Населённые пункты на реке: нет.